# 工商管理學學士
工商管理學學士（英語：Bachelor of Business Administration，簡稱BBA或B.B.A.）也常作商业管理學士或商學學士，是商業和企業經濟學的學士。在美國，這學士學位會在完成關於一個或多個工商領域的四年全日制課程授予，而歐洲則是三年。工商管理學學士課程通常包括一般工商課程和特定領域的高級課程。

## 內容
這學位能夠提供一家公司中功能範疇的一般知識和範疇間的關係、聯繫，同時可以提供在一些特定範疇內較專業的知識。工商管理學學士課程能讓學生接觸到多元化的「主要科目」，並讓學生專門於一些特定的學術範疇。這學士課程亦都能夠培養學生的實用、管理和溝通技巧，和生意上作決策的能力。許多課程都能夠讓通過個案研究、匯報、實習、工業探訪，以及和工業方面的專家交流方式獲得訓練和實用的經驗。
核心課程一般包含：
| - 會計學 - 公司法和商業倫理 - 經濟學 | - 公司金融學 - 成本會計和管理會計 - 人力資源管理 - 管理資訊系統 | - 市場營銷 - 營運管理 - 組織行為學 | - 計量技術（企業統計、金錢的時間價值、運籌學） - 企業政策管理 |

專業範疇通常包括：
| - 會計學 - 經濟學 - 創業 - 金融 - 航空管理 | - 人力資源管理 - 國際貿易 - 資訊科技 - 法律管理 | - 設計管理 - 管理學 - 管理資訊系統 - 市場營銷 | - 營運管理 - 不動產 - 供應鏈管理 - 公共關係 - 電台和電視製作 - 旅遊與款待 - 醫療保健公司與服務管理 - 公共部門和政府行政管理 |